# البرجين
البرجين، هي قرية تقع في معتمدية مساكن في الساحل التونسي.